# Westmoreland megye (Pennsylvania)
Westmoreland megye az Amerikai Egyesült Államokban, azon belül Pennsylvania államban található. Megyeszékhelye és legnagyobb városa Greensburg. Lakosainak száma 354 663 fő (2020. április 1.). Westmoreland megye Armstrong, Indiana, Cambria, Somerset, Fayette, Washington, Allegheny és Butler megyékkel határos.

## Népesség
A megye népességének változása:
| Lakosok száma | 365 054 | 364 466 | 363 233 | 362 437 | 357 956 | 354 663 |
|               | 2010    | 2011    | 2012    | 2013    | 2015    | 2020    |